# Упи Голдбърг
Упи Голдбърг (на английски: Whoopi Goldberg) (родена на 13 ноември 1955 г.) е американска актриса, комик, продуцент, сценарист, певица и текстописец, политически активист, автор и токшоу водеща.  Тя е един от малкото артисти печелили всичките четири най-престижни награди „Оскар“ (за кино), „Еми“ (за телевизия), „Грами“ (за музика) и „Тони“ (за театър), освен това е печелила „Сатурн“, БАФТА и „Златен глобус“. От 2001 г. има звезда на Холивудската алея на славата.

## Избрана филмография
| Година | Филм                                   | Оригинално заглавие             | Роля                                     | Режисьор         |
| ------ | -------------------------------------- | ------------------------------- | ---------------------------------------- | ---------------- |
| 1990   | Призрак                                | Ghost                           | Ода Мей Браун                            | Джери Зукър      |
| 1992   | Монахини в действие                    | Sister Act                      | Делорис Ван Картие / сестра Мери Кларънс | Емил Ардолино    |
| 1993   | Монахини в действие 2: Отново в играта | Sister Act 2: Back in the Habit | Делорис Ван Картие / сестра Мери Кларънс | Бил Дюк          |
| 1993   | Произведено в Америка                  | Made in America                 | Сара Матюз                               | Ричард Бенджамин |
| 2000   | Луди години                            | Girl, Interrupted               | Валери Оуенс                             | Джеймс Манголд   |
| 2001   | Луда надпревара                        | Rat Race                        | Вера Бейкър                              | Джери Зукър      |
| 2018   | Няма балами                            | Nobody's Fool                   | Лола                                     | Тайлър Пери      |